# Plaza Dorada (Golden Square, Londres)

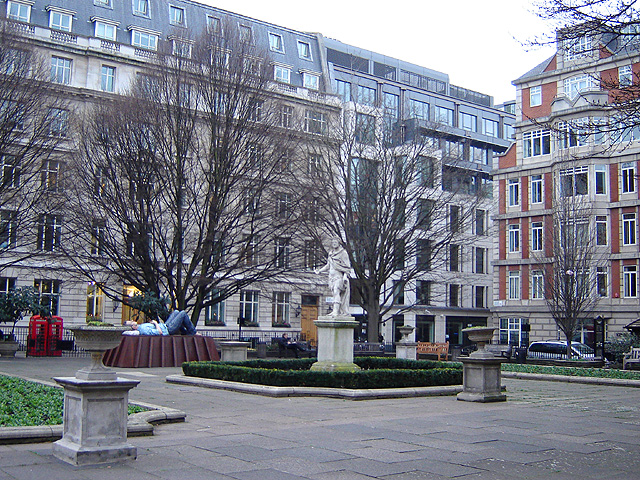
Plaza Dorada, Soho. La estatua central es una de las dos únicas estatuas públicas de Jorge II en la capital. Al fondo, la escultura de un hombre reclinado es Catafalco de Sean Henry.

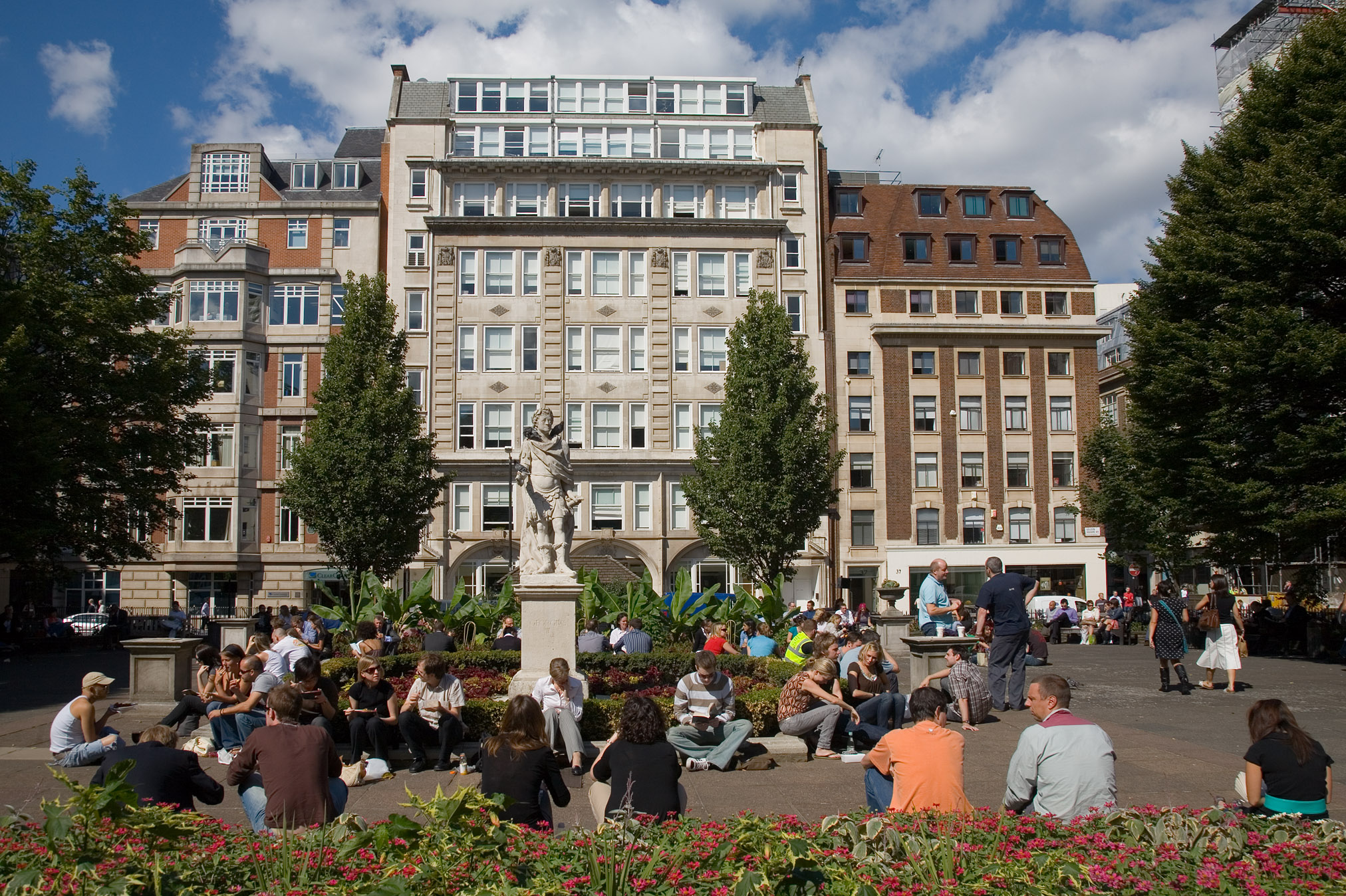
Mirando al norte en Golden Square

La Plaza Dorada o Golden Square, en Soho, la ciudad de Westminster, Londres, es una plaza ajardinada principalmente con algunos árboles maduros y bordes elevados en el centro de Londres, flanqueada por edificios de oficinas clásicos. Sus cuatro vías de acceso son el norte y el sur, pero está centrado a 125 metros al este de Regent Street y el doble que al NNE de Piccadilly Circus . Tan solo una cuadra al sur se encuentra la calle comercial y de ocio Brewer Street. La plaza y sus edificios han aparecido en muchas obras literarias y albergan muchos medios de comunicación, publicidad y empresas de relaciones públicas que caracterizan su barrio dentro del Soho.

## Historia

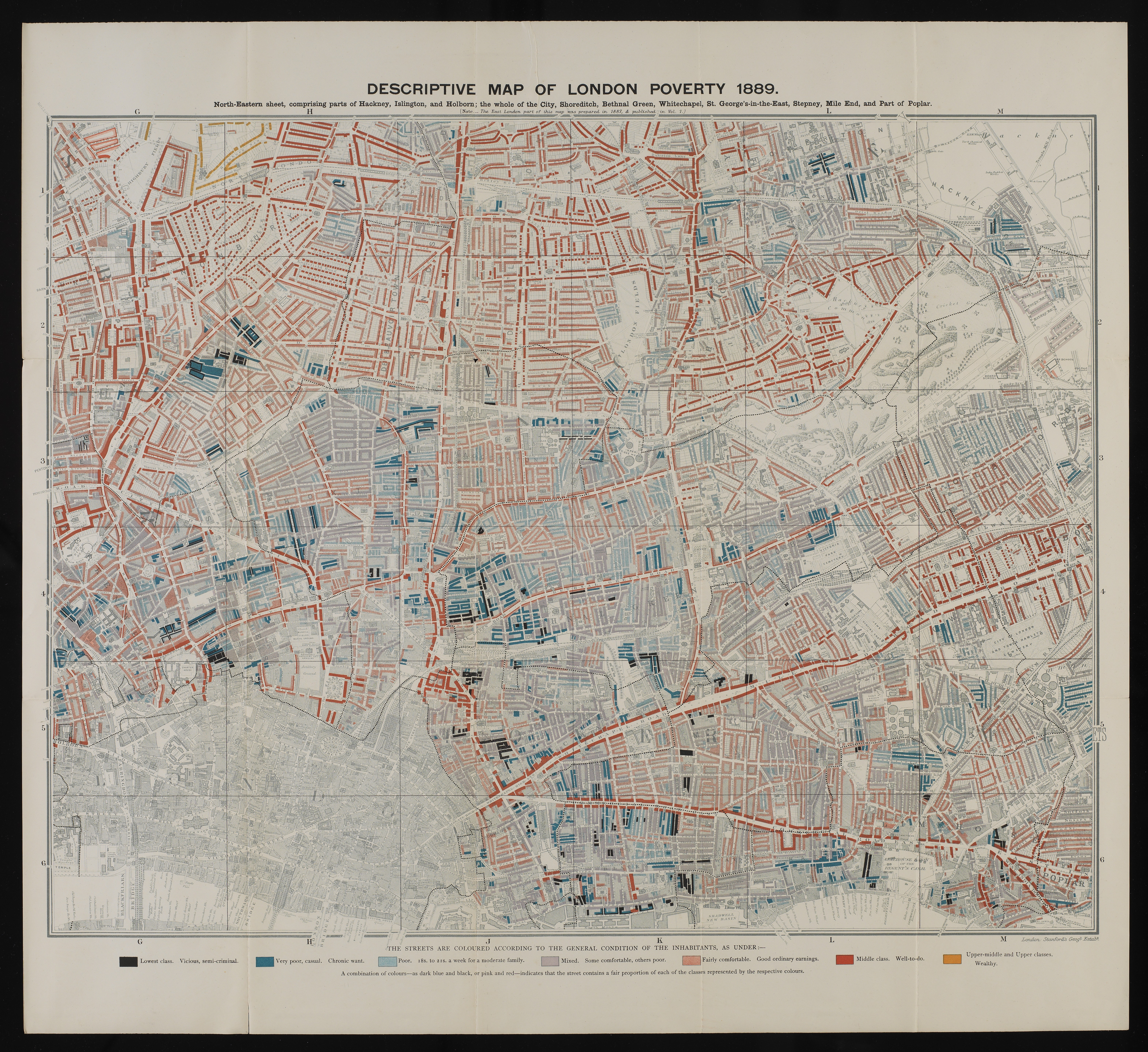
Mapa de la pobreza de Booth, 1889, identifica la plaza y sus vías de acceso tenían ingresos medios; La alta pobreza invadió las calles secundarias más allá del bloque al norte y al este.

Originalmente, el lugar de una fosa de pestes, esta plaza del oeste de Londres se creó a partir de la década de 1670 en adelante. La plaza posiblemente fue colocada por Sir Christopher Wren ; el plan lleva la firma de Wren, pero la patente no indica si fue presentada por los peticionarios o si se originó en la oficina de Wren. Muy rápidamente se convirtió en el distrito político y de embajadas de finales del siglo XVII y principios del XVIII, albergando, entre otras cosas, la embajada portuguesa .
La casa del primer vizconde de Bolingbroke, muy favorecida por la reina Ana, adornaba la plaza. La estatua de Jorge II esculpida por John Nost en 1724 provino de Cannons House en marzo de 1753. William Pitt (el Viejo) nació en la plaza en 1708. Hay confusión en torno a si la estatua representa al rey Jorge II de Gran Bretaña o al rey Carlos II, como se indica en el cartel de Golden Square. La historia oral nos cuenta que la estatua fue ganada accidentalmente en una subasta, cuando el postor ganador levantó la mano para saludar a un amigo; El precio de compra fue tan bajo que decidió no competir y regaló la estatua a la gente de Golden Square.

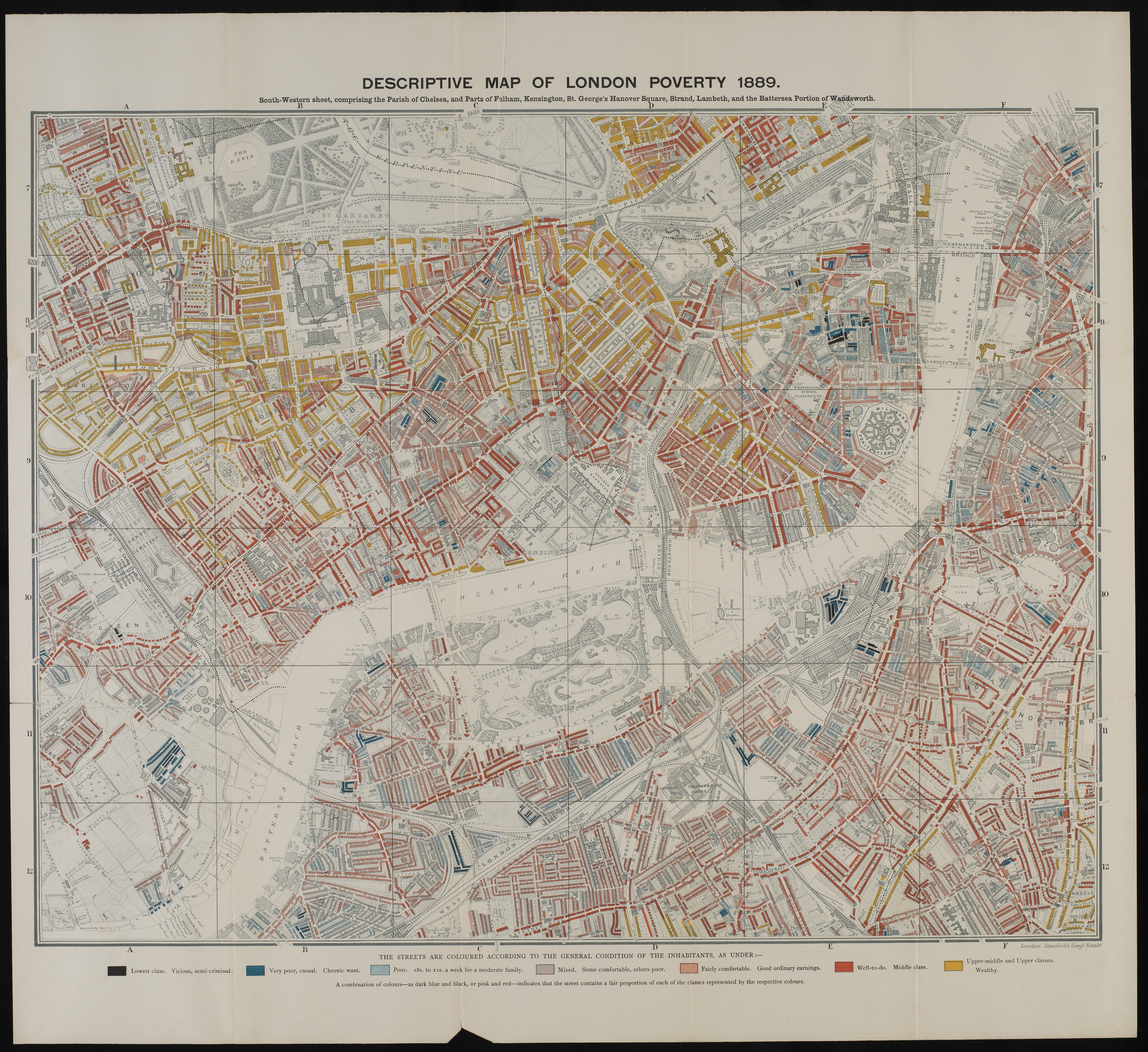
Mapa de pobreza de Booth, 1889, identifica la plaza y sus vías de acceso tenían ingresos medios; La alta pobreza impregnaba las calles secundarias más allá del bloque al norte y al este.

## Monumentos clasificados
- De №s 33 a 39 consecutivos formando el norte (hoy tres edificios adosados): N.º fusionados internamente 34 a 36 (todos conocidos como №36) es un monumento clasificado en la categoría inicial principal.[4]
- De №s 1 a 12 consecutivos formando el este: N.º 11 figura en la lista, en el Grado II*[5]
- De №s 13 a 19 consecutivos formando el sur: N.º 19 figura en la lista, en el Grado II, la categoría principal[6]
- De №s 20 a 31 consecutivos formando el oeste: №s Se enumeran 20,[7] 21,[8] 23,[9] y 24,[10] en el Grado II.

La numeración y el tráfico se realizan en el sentido de las agujas del reloj.

## En el cine, la ficción y los medios
- La plaza es el escenario de la tercera parte del ciclo barroco de Neal Stephenson, El sistema del mundo .
- Una escena clave en Un puñado de polvo, de Evelyn Waugh, tiene lugar en un club nocturno en la ficticia Sink Street, "fuera" de Golden Square.
- Confesiones de un consumidor de opio inglés de Thomas De Quincey ve al protagonista separarse de la plaza y por última vez de Anne, la prostituta de la que se enamora.
- Se aprovechó una tradición verbal para que la serie Harlots de Hulu albergara la casa y el negocio de la "alcahueta" ficticia (encargada de burdel) Lydia Quigley; la plaza en sí no se utilizó para filmar. Varios personajes pronuncian el nombre del cuadrado como metonimia para referirse a su negocio.
- Las obras de Charles Dickens, David Copperfield y La vida y aventuras de Nicholas Nickleby . En esta última se encuentra la plaza donde Ralph Nickleby vive en una casa espaciosa y tiene su "establecimiento":

Aunque algunos miembros de las profesiones más serias viven en Golden Square, no es exactamente un obstáculo para que nadie vaya o venga de ningún lado. Es una de las plazas que han sido; una cuarta parte de la ciudad que se ha hundido en el mundo y se ha dedicado al alquiler de alojamientos. Muchos de sus pisos primero y segundo están alquilados, amueblados, a caballeros solteros; y además se necesitan huéspedes. Es un gran recurso para los extranjeros. Los hombres de tez oscura que llevan grandes anillos, pesadas guardias y espesas patillas, y que se congregan bajo la Columnata de la Ópera, y en la taquilla de la temporada, entre las cuatro y las cinco de la tarde, cuando regalan las órdenes, todos viven en Golden Square, o dentro de una calle de ella. En su recinto residen dos o tres violines y un instrumento de viento de la banda de Ópera. Sus pensiones son musicales, y las notas de pianos y arpas flotan al atardecer alrededor de la cabeza de una lúgubre estatua, genio guardián de un pequeño desierto de arbustos, en el centro de la plaza. En las noches de verano, las ventanas se abren de par en par y los transeúntes ven grupos de hombres morenos y bigotudos, recostados en las ventanas y fumando temerosos. Sonidos de voces roncas practicando música vocal invaden el silencio de la velada; y los vapores del tabaco selecto perfuman el aire. Allí, el rapé y los puros, las pipas alemanas y las flautas, los violines y violoncellos, se reparten la supremacía entre ellos. Es la región del canto y del humo. Las bandas callejeras tocan su temple en Golden Square; y los cantantes itinerantes de júbilo tiemblan involuntariamente cuando alzan sus voces dentro de sus límites.

## Residentes notables
- La actriz Frances Alsop se mudó a la plaza en 1803.
- La cantante Caterina Gabrielli vivió en la plaza de 1775 a 1776.
- El arquitecto y constructor (y más tarde Lord Provost) William Leslie de Nethermuir tenía oficinas en 8 Golden Square desde 1850.
- El artista Príncipe Hoare vivió en el número 16 después de 1781.[2]
- La artista Angelica Kauffmann vivió en el número 16 de 1767 a 1781. En 1768, se convirtió en una de las dos mujeres miembros fundadoras de la Royal Academy de Londres.
- El estadista portugués, el marqués de Pombal, vivió en el número 24 de 1739 a 1744. Marqués de Pombal (4624392095)

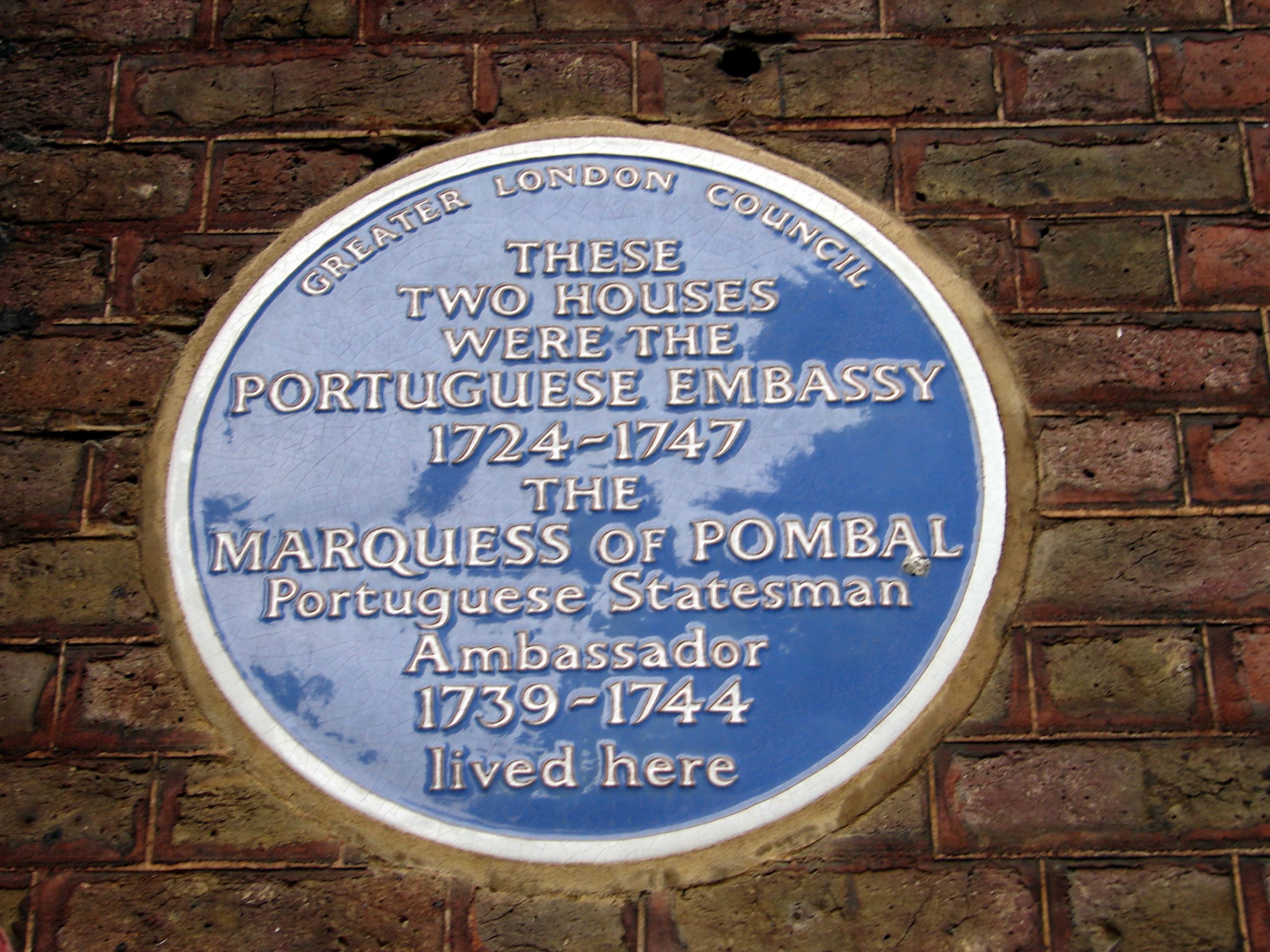
Marqués de Pombal (4624392095)

- La cantante Anastasia Robinson vivió en el número 35 en 1710.
- El artista Martin Archer Shee vivió en el número 13 de 1796 a 1798. Se convirtió en presidenta de la Real Academia en 1830.
- Estadista Thomas Jefferson Estadista y presidente estadounidense, permaneció en Golden Square del 12 de marzo al 26 de abril de 1786 en su única visita a Londres.
- El cartógrafo de Ordnance Survey, James Gardner, se mudó al número 33 de Brewer Street tras su semi-jubilación en 1840.[11]
- Ada von Dantzig trabajó en el estudio de conservación de pintura del conservador Helmut Ruhemann en la década de 1940 y su lugar de trabajo quedó marcado por la primera piedra Stolperstein de Londres en 2022.[12]

## Residentes actuales
- Las estaciones Phonographic Performance Limited y Absolute Radio tienen su sede en el №1. Tras la adquisición de esta emisora, Bauer Radio consolidó allí sus participaciones regionales, incluido Planet Rock .
- Monmouth Dean ocupa una oficina en el octavo piso del número 4.
- Digital Cinema Media (DCM) y Cinema Advertising Association (CAA) ocuparon simultáneamente el puesto 12. La mayor parte de la publicidad cinematográfica en Gran Bretaña se controlaba desde este edificio, hasta que en diciembre de 2013 se trasladó a un edificio en Regent's Place .
- Tanto Sony Pictures Entertainment como Sony Computer Entertainment Europe Ltd tienen locales clave en el número 25.
- Las oficinas centrales de Clear Channel UK,[13] y Clear Channel International[14] ocupan el número 33.
- La sede mundial y las oficinas en Londres de M & C Saatchi Group y sus filiales, incluidas M&C Saatchi,[15] M&C Saatchi Performance,[16] M&C Saatchi Export, LIDA, Clear, TALK PR, Play*, Studio 36 y El quinto elemento ocupa el №36 (anteriormente conocido como 34 a 36).